# Odpor (opravný prostředek)
Odpor v právu je jeden z řádných opravných prostředků, uplatnitelný proti vymezeným rozhodnutím, které jsou přes své názvy svou povahou spíše návrhy rozhodujícího orgánu na akceptaci daného rozhodnutí. Včasným použitím odporu pak s nimi adresát daného rozhodnutí vyjadřuje svůj nesouhlas a v řízení je pokračováno, naopak nevyužitím odporu se rozhodnutí stane pravomocným a vykonatelným.
V občanském soudním řízení je odpor opravným prostředkem proti všem typům platebních rozkazů, kromě směnečného nebo šekového, kde jsou jimi námitky. Odpor není nutné nijak odůvodňovat, je ale třeba jej podat do 15 dnů od doručení rozhodnutí (u evropského platebního rozkazu do 30 dnů), jinak bude odmítnut. Včasně podaný odpor způsobí, že platební rozkaz bude v plném rozsahu zrušen a ve věci bude nařízeno jednání, ve kterém se o nároku žalobce standardně rozhodne.
V trestním řízení je odpor zase opravným prostředkem proti trestnímu příkazu. Podat jej může obviněný, osoby, které jsou oprávněny podat v jeho prospěch odvolání a státní zástupce. Lhůta k jeho podání činí osm dnů od doručení trestního příkazu, pokud je podán včas, je trestní příkaz tímto zrušen a soud ve věci nařídí hlavní líčení. V dalším rozhodování již není soud právní kvalifikací ani druhem a výměrou trestu původního trestního příkazu vázán, neplatí zde ani zásada prohibitio reformationis in peius.
Odpor je také možné využít ve řízení správním, kde ho může do osmi dnů od oznámení příkazu podat ten, komu je tímto příkazem uložena nějaká povinnost. Tím je též příkaz zrušen a v řízení se dále pokračuje. Zpětvzetí odporu však není přípustné.